# Distretto di Moro
Il distretto di Moro è un distretto del Perù nella provincia di Santa (regione di Ancash) con 7.580 abitanti al censimento 2007 dei quali 3.312 urbani e 4.268 rurali.
È stato istituito fin dall'indipendenza del Perù.